# Латитудинарии
Латитудинарии (англ. Latitudinarian от лат. latus «широкий») — название, данное в XVII веке в Англии религиозной партии, участники которой большей частью принадлежали к «установленной» (государственной) церкви Англии, но отличались широкой (лат. latitudo «широта») терпимостью к другим религиозным партиям и желали установить возможное объединение между индепендентами, пресвитерианами и епископалами и старались быть миротворцами, во времена жестоких религиозных споров в Англии и Шотландии. Латитудинарии, также — моралисты, проповедовавшие менее строгие принципы нравственности. 
Во главе латитудинариев стояли У. Чиллингворт, Р. Кедворт и знаменитый проповедник Тиллотсон, Спенсер и др. Стремления латитудинариев не осуществились, вследствие сильного противодействия епископов и недостатка сочувствия со стороны самих диссидентов. 
Позже это название применяли к людям вообще индифферентным в религиозных вопросах — социнианам, скептикам, а также к тем, которые, как например, Арнольд и Кольридж, в теоретическо-догматической доктрине предпочитали живое и деятельное христианство, не заключённое ни в какие церковные формулы.